# 8-ма танкова дивізія (Третій Рейх)
8-ма танкова дивізія (Третій Рейх) (нім. 8. Panzer-Division) — танкова дивізія Вермахту в роки Другої світової війни.

## Історія
8-ма танкова дивізія була сформована 16 жовтня 1939 в Котбусі в 3-му військовому окрузі (нім. Wehrkreis III) на базі 3-ї легкої дивізії Вермахту.

## Райони бойових дій та дислокації дивізії
- Польща (жовтень 1939 — травень 1940);
- Франція (травень 1940 — січень 1941);
- Німеччина (січень — лютий 1941);
- Франція (лютий — квітень 1941);
- Югославія (квітень — липень 1941);
- Східний фронт (північний напрямок) (липень 1941 — жовтень 1943);
- Східний фронт (південний напрямок) (жовтень 1943 — вересень 1944);
- Карпати, Угорщина (вересень 1944 — лютий 1945);
- Чехословаччина (лютий — травень 1945).

## Командування

### Командири
- генерал танкових військ Адольф-Фрідріх Кунтцен (нім. Adolf-Friedrich Kuntzen) (16 жовтня 1939 — 20 лютого 1941);
- генерал-майор Еріх Бранденбергер (нім. Erich Brandenberger) (20 — 21 лютого 1941);
- генерал-лейтенант Вальтер Нойманн-Зільков (нім. Walter Neumann-Silkow) (21 лютого — 26 травня 1941);
- генерал-майор Еріх Бранденбергер (26 травня — 8 грудня 1941);
- генерал-лейтенант Вернер Гюнер (нім. Werner Hühner) (8 грудня 1941 — 28 січня 1942);
- генерал-майор, з 1 серпня 1942 генерал-лейтенант Еріх Бранденбергер (28 січня — 6 серпня 1942);
- генерал-лейтенант Йозеф Шреттер (нім. Josef Schrötter) (6 серпня — 10 листопада 1942);
- генерал-лейтенант Еріх Бранденбергер (10 листопада 1942 — 17 січня 1943);
- генерал-лейтенант Себастьян Фіхтнер (нім. Sebastian Fichtner) (17 січня — 20 вересня 1943);
- генерал-майор Готтфрід Фреліх (нім. Gottfried Fröhlich) (20 вересня 1943 — 1 квітня 1944);
- генерал-майор Вернер Фрібе (нім. Werner Friebe) (1 квітня — 21 липня 1944);
- генерал-майор Готтфрід Фреліх (21 липня 1944 — 5 січня 1945);
- генерал-майор Гайнц Гакс (нім. Heinz Hax) (5 січня — 8 травня 1945).

## Нагороджені дивізії
Нагороджені дивізії
|  | Кавалери Нагрудного знаку ближнього бою в золоті                                                           | 10                                                                                            |
|  | Кавалери Золотого Німецького Хреста                                                                        | 105                                                                                           |
|  | Кавалери Срібного Німецького Хреста                                                                        | 2                                                                                             |
|  | Кавалери Лицарського хреста Залізного хреста з Дубовим листям                                              | 2 (№61 гауптман барон Ганс фон Вольф — 16.01.1942 №855 генерал-майор Гайнц Гакс — 30.04.1945) |
|  | Кавалери Лицарського хреста Залізного хреста                                                               | 31                                                                                            |
|  | Кавалери Почесної застібки Сухопутних військ «Почесна застібка на орденську стрічку для Сухопутних військ» | 28                                                                                            |

- Нагороджені Сертифікатом Пошани Головнокомандувача Сухопутних військ (18)

## Бойовий склад 8-ї танкової дивізії
- штаб дивізії
- 8-ма мотопіхотна бригада:
  - 8-й мотопіхотний полк
  - 8-й мотоциклетний батальйон
- 10-й танковий полк
- 67-й танковий батальйон
- 80-й моторизований артилерійський полк
- 43-й полк самохідної артилерії
- 59-й інженерно-саперний батальйон
- 59-й моторизований розвідувальний батальйон
- 84-й танковий батальйон зв'язку
- 59-й інтендантський загін
- 59-й навчальний батальйон

- штаб дивізії
- 8-ма мотопіхотна бригада:
  - 8-й мотопіхотний полк
  - 8-й мотоциклетний батальйон
- 10-й танковий полк
- 67-й танковий батальйон
- 80-й артилерійський полк
- 59-й розвідувальний батальйон
- 43-й винищувально-протитанковий дивізіон
- 43-й полк самохідної артилерії
- 59-й саперний батальйон
- 84-й батальйон зв'язку
- 59-й інтендантський загін
- 59-й навчальний батальйон

- штаб дивізії
- 8-ма мотопіхотна бригада:
  - 8-й мотопіхотний полк
  - 28-й мотопіхотний полк
  - 8-й мотоциклетний батальйон (до початку 1943)
- 10-й танковий полк
- 67-й танковий батальйон (до вересня 1942)
- 80-й артилерійський полк
- 59-й розвідувальний батальйон
- 43-й винищувально-протитанковий дивізіон
- 43-й полк самохідної артилерії
- 59-й саперний батальйон
- 84-й батальйон зв'язку
- 59-й інтендантський загін
- 59-й навчальний батальйон

- штаб дивізії
- 10-й танковий полк
- 8-й танково-гренадерський полк
- 28-й танково-гренадерський полк
- 80-й артилерійський полк
- 67-й танковий батальйон (до вересня 1942)
- 80-й артилерійський полк
- 8-й розвідувальний батальйон
- 286-й зенітний дивізіон
- 43-й винищувально-протитанковий дивізіон
- 59-й саперний батальйон
- 84-й батальйон зв'язку
- 59-й інтендантський загін
- 80-й навчальний батальйон